# Androgyn

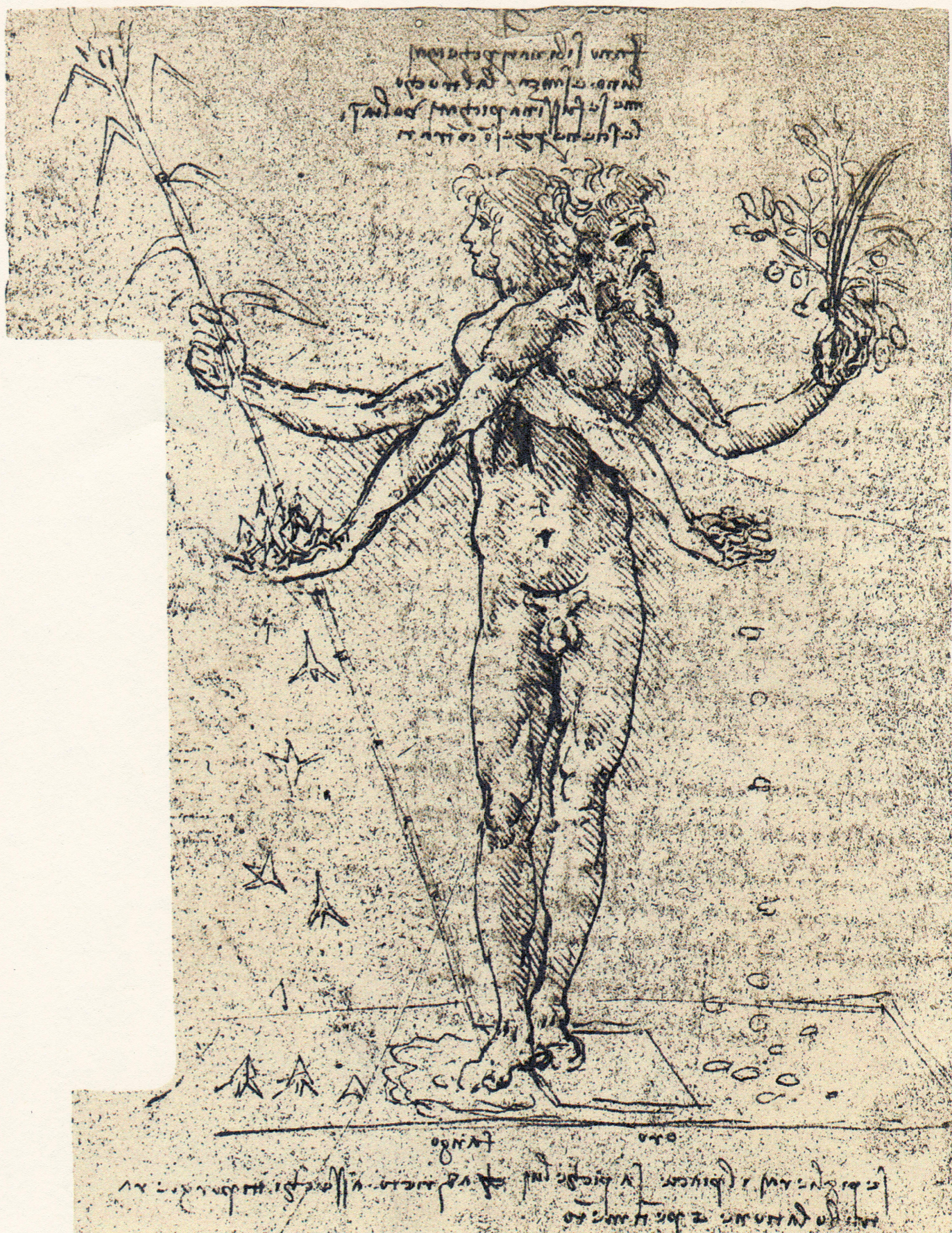
Kresba androgyna s dvěma hlavami, Leonardo da Vinci, přelom 15. a 16. století

Androgynové, starořecky ᾰ̓νδρόγῠνοι androgynoi, z anér „muž“ a gyné „žena“, jsou druhem prvních lidí zmiňovaných v Platónově dialogu Symposion, v řeči přisuzované Aristofanovi. Mělo se jednat oboupohlavní bytosti, jejichž rozdělení mělo vést ke vzniku heterosexuální lásky, zatímco rozdělení ostatních typů lidí, složených z dvou mužů či z dvou žen, vedlo ke vzniku homosexuální lásky. Mýtus je vyprávěn následovně:
Za dávných dob totiž nebyla naše přirozenost taková, jaká je nyní, nýbrž jinačí. Za prvé bylo trojí pohlaví lidí, ne jenom, jako je nyní dvojí, mužské a ženské, nýbrž ještě k tomu bylo třetí, složené z těchto obou, z něhož nyní zbývá jen jméno, ale ono samo vymizelo; bylo totiž tehdy jedno pohlaví androgynů co do podoby i jména složené z obého pohlaví, mužského a ženského; ale to je nyní pouhé jméno, kterého se užívá ve smyslu hanlivém.

Dále pak popisuje prvotní lidí všech tří typů jako kulaté, s čtyřma rukama i nohama, dvěma tvářemi a dvěma pohlavními orgány. Namísto běhu se navíc tito lidé měli s pomocí svých osmi končetin rychle kutálet. Mužské pohlaví pocházelo od slunce, ženské od země a androgynní od měsíce, který má vlastnosti slunce i země. Prvotní muži, ženy i androgyni byli zničeni pro svou zpupnost bohy, přičemž Aristofanés odkazuje na podobný osud obřích bratrů Alóeovců, kteří jsou v podsvětí přivázáni zády k sobě. Zeus je svým bleskem rozdělil ve dví a každá z polovin pak hledala zoufale druhou. Zároveň přeložil pohlavní orgány lidí dopředu a umožnil jim tak provozovat sex a rozmnožovat se.

## Filozofie
V učení o spojení mužského a ženského v androgynu následovali Platóna mnozí filozofové: Franz von Baader, Vladimir Solovjov, Nikolaj Berďajev aj. Učením o androgynu Jakoba Bohmeho bylo inspirováno například Berďajevovo pojetí věčného panenství. Podle Berďajeva je existence ženského a mužského pohlaví, jak je vidíme dnes, výsledkem pádu prvního Adama. První Adam byl androgynní bytosti a pravě androgyn je skutečným obrazem Božím v člověku. Po pádu se však androgynní bytost rozpadá na muže a ženu. Muž a žena vznikají tím, že první Adam ztrácí svou věčnou pannu, svou Sofii, která po odděleni od Adama odlétá k nebi. Žena pozemská by tedy s věčnou pannou neměla byt ztotožňována, po pádu ji ztratila stejně jako Adam. Věčná panna je u Berďajeva ztotožňována se Sofii, s krásou. Krása podle Berďajeva je jiným světem za tímto světem, je tím, po čem muž touží a čeho není schopen na tomto světě dosáhnout.